# Aticies
Aticies (¿? - Issos, noviembre de 333 a. C.) o Aticie fue un  sátrapa de la provincia de Frigia Mayor en Asia Menor en el 334 y 333 a. C. que aparece nombrado en las obras de Arriano y Diodoro Sículo sobre la vida de Alejandro Magno. Estas fuentes dan muy pocas referencias sobre él y nada sabemos sobre su ascendencia, lugar de origen, ni fecha de nacimiento, pero fue el último sátrapa persa de Frigia tras ser conquistada por el Reino de Macedonia.
Su nombre aparece en relación con la primera parte de la campaña de invasión y conquista de Persia que Alejandro Magno de Macedonia había iniciado en la primavera de 334 a. C. Como sátrapa de Frigia, es muy probable que fuese uno de los asistentes al consejo de militar persa que tuvo lugar en Zelea en mayo de 334 a. C. antes de la batalla del Gránico, aunque ni Arriano ni Diodoro lo nombran como parte de ese consejo ni durante la narración de la batalla. Sin embargo, Arriano al referir las bajas de la posterior batalla de Issos lo nombra como uno de los comandantes de la caballería en el Gránico, en cuyo caso es muy probable que comandara un contingente de jinetes frigios, escuadrón que debía estar colocado en el centro del despliegue del ejército persa en dicha batalla. Diodoro dice, por error, que fallece en dicha batalla pero luego lo hace morir de nuevo en Issos.
Tras la derrota del Gránico pudo haberse refugiado en Celenas, la capital de Frigia. Pudo haberlo hecho acompañado de Arsites, sátrapa de la provincia de Frigia Helespóntica, que también salió ileso del Gránico y huyó a Frigia para poco después suicidarse al ser considerado el culpable de la derrota.
Aticies vuelve a ser nombrado en el episodio de Sisines y la supuesta carta de Darío III para Alejandro Lincestas, quién ponía como pretexto que había sido enviado por Darío para ver a Aticies.
Hacia el verano o otoño de 333 a. C. huyó de Celenas al tener noticias de que Alejandro se aproximaba desde Pisidia, abandonando la región y dejando en la ciudadela una guarnición de mil soldados carios y cien mercenarios griegos que fueron los que se rindieron a Alejandro tras pactar una tregua de 60 días por si recibían órdenes o ayuda de Darío, cosa que no sucedió (A 1.29.1; C 3.1.6-8).
Tras abandonar la satrapía, donde Alejandro lo sustituyó por el macedonio Antígono Monóftalmos, hijo de Filipo, se une a Darío y toma parte en la batalla de Isos donde finalmente fallece (A 2.11.8; C 3.11.10; D 17.34.5).